# 2012 aux Îles Mariannes
Cet article présente les faits marquants de l'année 2012 aux Îles Mariannes.

## Évènements
- 17 octobre : Pour la première fois de son histoire, la Chambre des Représentants des îles Mariannes du Nord (territoire américain) examine une proposition d’impeachment du Gouverneur Benigno Fitial, confronté à seize chefs d'accusations pour divers crimes et délits, notamment pour corruption[1],[2]. Cette procédure toutefois n'aboutit pas[3].